# Ganaly
Ganaly (Russisch: Ганалы) is de kleinste plaats (posjolok) in het gemeentelijke district Jelizovski van de Russische kraj Kamtsjatka en tevens een van de meest afgelegen. De plaats ligt aan de hoofdweg R-474 naar Oest-Kamtsjatsk. Ganaly ligt aan de rivier de Bystraja, ten westen van het Ganalskigebergte, op 138 kilometer ten noordwesten van Jelizovo, 170 kilometer ten noordwesten van Petropavlovsk-Kamtsjatski en 180 kilometer ten zuiden van Milkovo. In de plaats wonen 8 mensen (2007).
De plaats ontstond begin 18e eeuw op de plek van een oudere nederzetting van Kamtsjadalen, die ook Ganaly werd genoemd. In 1855 schreef Karl von Ditmar dat er 8 huizen stonden, waar 32 mensen woonden en dat er lepra heerste. De plaats lag oorspronkelijk aan de noordzijde van de rivier, maar doordat de zijrivier de Nemtik regelmatig buiten haar oevers trad en zo zorgde voor overstromingsgevaar, werd de plaats begin 20e eeuw verplaatst naar de zuidoever. De plaats werd wel vaker geteisterd door besmettelijke ziekten, zoals griep begin 20e eeuw en groeide over de loop van de tijd nauwelijks.
Bestuurlijk centrum: Jelizovo

Bereznjaki · Dalni · Dvoeretsje · Ganaly · Joezjnye Korjaki · Ketkino · Korjaki · Krasny · Kroetoberegovy · Lesnoj · Malka · Nagorny · Natsjiki · Nikolajevka · Novy · Paratoenka · Pinatsjevo · Pionerski · Razdolny · Severnye Korjaki · Sokotsj · Sosnovka · Svetly · Termalny · Voelkanny · Zeleny